# Nokia 7500
Nokia 7500 Prism — мобильный телефон, разработанный компанией Nokia в 2007 году.

## Характеристики
- Стандарты: GSM/EDGE 850/900/1800/1900
- Экран: TFT, 16 млн цветов, 240х320 пикселей, диагональ 2 дюйма
- Беспроводные интерфейсы: Bluetooth ver. 2, EDGE.
- Проводное подключение: mini USB ver. 2.0
- Фото-/Видеокамера: 2 Мпикс с 4-кратным зумом и возможностью записи видеороликов
- Мультимедиа: FM-Радио, проигрыватель цифрового аудио
- Память: 35 МБ встроенной динамически распределяемой памяти; 512 МБ карта в комплекте
- Процессор: 320 МГц
- Слоты расширения: MicroSD (до 4 ГБ)
- Операционная система: Series 40
- Батарея: Li-ion 700 мАч
- Время работы при разговоре: 2,8 ч
- Время автономной работы: 240 часов